# Aage Stabell Castberg
Aage Stabell Castberg (* 15. Juli 1874 in Strinda (heute Trondheim); † 24. Juni 1957 in Oslo) war ein norwegischer Major und Genealoge. Er ist der Verfasser der maßgeblichen historischen Studien über die norwegischen Geschlechter der Castberg, Stabel(l) und Müller (Trondheim), die wertvolle Quellen für die historische Forschung darstellen. Er ist auch selbst ein Angehöriger der Familien Castberg und Stabell und Bruder des Pastors Tycho Castberg bzw. Onkel des Architekten Tycho Castberg.

## Leben
Aage Stabell Castberg war der Sohn des Oberstleutnants Tycho Didrik Castberg (1829–1897) und dessen dritter Ehefrau Elise Sophie Augusta Stabell (1849–1914).
Am 12. Juni 1902 heiratete er in Skien Berna Christiane Larsen (* 23. November 1876 in Skien; † 6. April 1938 in Oslo). Sie war die Tochter des Juristen Gustav Marius Larsen (1844–1927) und der Gaspara Elisabeth Cathrine geborene Torstenson (1843–1927). „In der Tagespresse schrieb sie häufig Artikel über literarische und andere Themen, die ihre Phantasie beflügelten. So war sie eine glühende Verfechterin der deutschen Sache nach der Behandlung, die sie nach dem Weltkrieg erfuhr.“
Der Ehe entsprang eine Tochter, die – gleich wie die Großmutter – auf den Namen Gaspara Elisabeth Cathrine getauft und Ra genannt wurde (* 14. Dezember 1904 in Skien). 1929 heiratete sie den deutschen adeligen Ulanenoffizier und Chemiker Egbert Ernst Georg Loigny von Heyden-Nerfken (* 1897).

## Laufbahn und Leistung
Aage Stabell Castberg wurde 1893 bis 1898 an der Kriegsschule ausgebildet und nach dem Abschluss Oberleutnant in der Christiansandske Infanteribrigade. 1902 wurde er zum Hauptmann befördert und Kommandeur der Kreiskompanie Lofoten. Seine jahrelange militärische Karriere zeigte keine Besonderheiten. Er war Kompaniekommandant in Infanterieregimentern in verschiedenen Landesteilen (1911 Vesterålen Nr. 8, 1915 Agdesiden Nr. 7, 1921 Telemarken Nr. 3 bzw. Nr. 6.). Dazwischen nahm er immer wieder an Aus- und Fortbildungen teil (1911 Infanterieschützenschule, 1916 Pionierkurs).
Während des Ersten Weltkriegs verfasste er zwei militärtechnische Schriften für die Ausbildung von Unteroffizieren zu Zugführern. Von 1918 bis 1921 diente er als Adjutant Seiner Majestät des Königs. Er wurde am 1. Januar 1930 anlässlich seines Abschieds vom Militär zum Major befördert. Im selben Jahr wurde er mit der Jubiläumsmedaille Haakons VII. ausgezeichnet.
Er hatte 1902 bis 1904 die gymnastische Zentralschule besucht und war danach als Sportlehrer tätig, von 1909 bis 1919 im Sportverein Odd in Skien, sowie ab dem 1. August 1919 und auch noch nach seiner aktiven Zeit als Militär an der Osloer Domschule. 1940 veröffentlichte er ein Gymnastiklehrbuch.
Dauerhafte Bedeutung erlangte „A.St. Castberg“ jedoch durch die unter diesem Namen veröffentlichten genealogischen Schriften, die er im Ruhestand verfasste, und die wertvolle Quellen für die historische Forschung darstellen. Slekten Castberg. Gjennem 300 ar ist die maßgebliche historische Studie über sein vaterseitiges Geschlecht, das sich bis auf den dänischen Buchdrucker Tyge Nielssøn im 17. Jahrhundert zurückführen lässt und seitdem viele prominente Vertreter, vor allem Politiker, Publizisten und Künstler, hervorgebracht hat. Er bietet hier nicht nur die trockenen biografischen Fakten, sondern bemüht sich um lebhafte Schilderung der Schicksale seiner Vorfahren. In Slekten Stabel – Stabell. ca. 1200 til 1950 leistet er das nämliche für die Mutterseite. Sein drittes Werk behandelt das Geschlecht Müller aus Trondheim.

## Werke
Quelle: .
- Infanteriangrepet. (Der Infanterieangriff) 1914.
- Den lille Krig. (Der kleine Krieg) 1917.

Quelle: . Alle Werke wurden unter dem Namen A.St. Castberg veröffentlicht:
- Slekten Castberg. Gjennem 300 ar. Det Mallingske Boktrykkeri, Oslo 1938 (Digibok) (OCR-Version).
- Dagtabeller i gymnastikk for den høiere skole samt for private turnpartier. Grøndahl, Oslo 1940 (Digibok).
- Slekten Müller fra Trondhjem. Aktietrykkeriet, Trondhjem 1940 (Digibok).
- Slekten Stabel – Stabell. ca. 1200 til 1950. Det Mallingske boktr., Oslo 1955 (Digibok).